# Coryphaenoides guentheri
Coryphaenoides guentheri és una espècie de peix de la família dels macrúrids i de l'ordre dels gadiformes.

## Morfologia
- Els mascles poden assolir 50 cm de llargària total.[5][6]

## Alimentació
Menja petits invertebrats bentònics (anèl·lids, isòpodes i misidacis).

## Hàbitat
És un peix d'aigües profundes que viu entre 831-2830 m de fondària.

## Distribució geogràfica
Es troba des de les illes Fèroe i Shetland fins a les Illes Canàries, Islàndia, Dinamarca, Nunavut i la Mediterrània occidental.